# National Museum of Women in the Arts
Le National Museum of Women in the Arts (« musée national des femmes dans les arts ») est un musée privé nord-américain et sans but lucratif, fondé en 1981 à Washington par Wilhelmina Cole Holladay. Il s'agit du seul musée au monde consacré à la production artistique féminine.

## Histoire
Le musée est opérationnel et ouvert au public depuis 1987.
En 1988, il reçoit de Clare Boothe Luce l'une de ses pièces maîtresses, l'Autoportrait dédié à Léon Trotski, par Frida Kahlo.
En 2003, une association Les amis du NMWA a été créée à Paris par Aude de Kerros et Ondine Longford.
Le 9 janvier 2015, le National Museum of Women in the Arts est récompensé pour sa mission de révélateur de l'art féminin par le prix Simone de Beauvoir pour la liberté des femmes 2015.
L'exposition biennale Women to Watch promeut une sélection d'artistes femmes émergentes ou sous-représentées dans les pays et les régions où existent des groupes de soutien du NMWA.

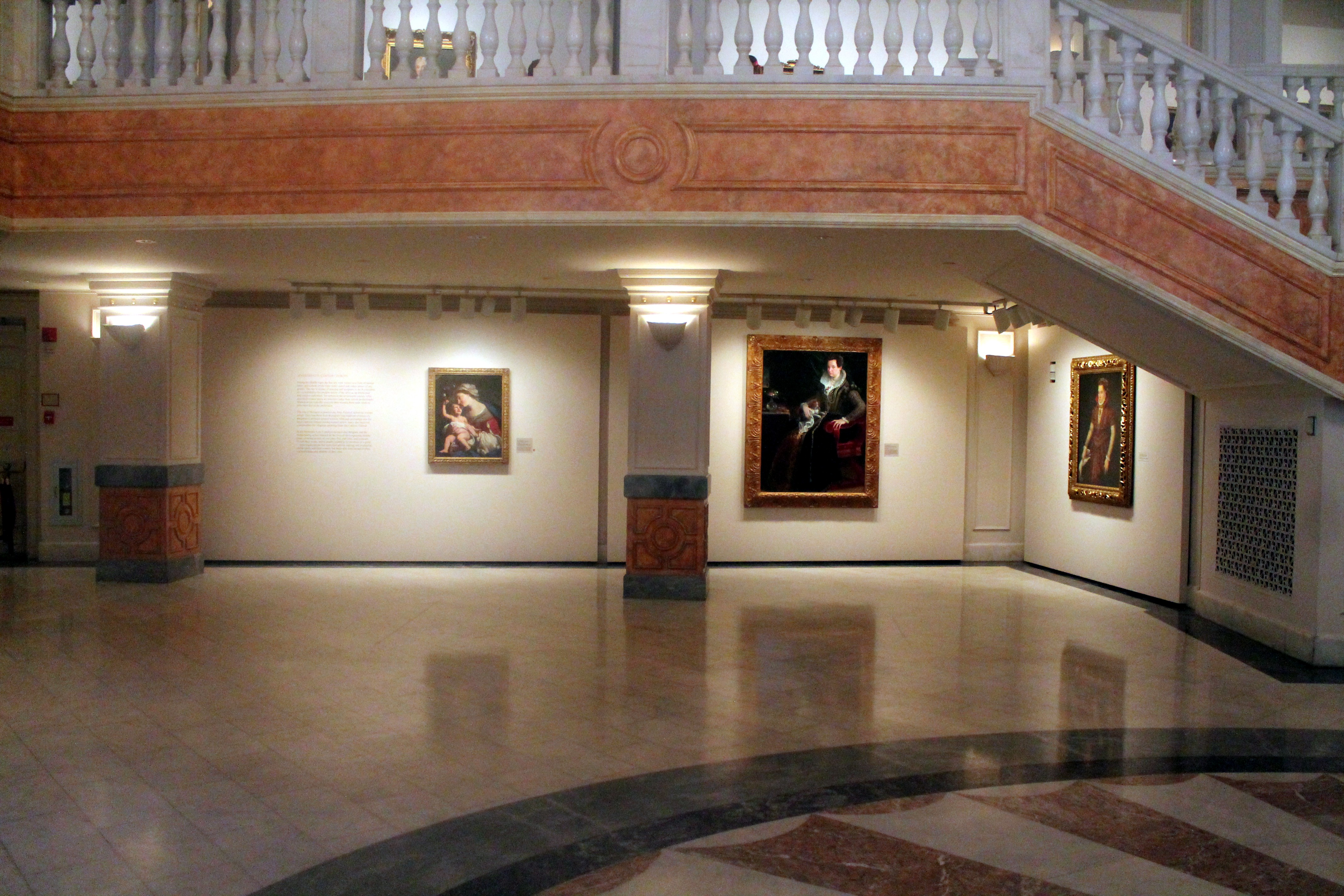
Tableaux des XVIe et XVIIe siècles au rez-de-chaussée.
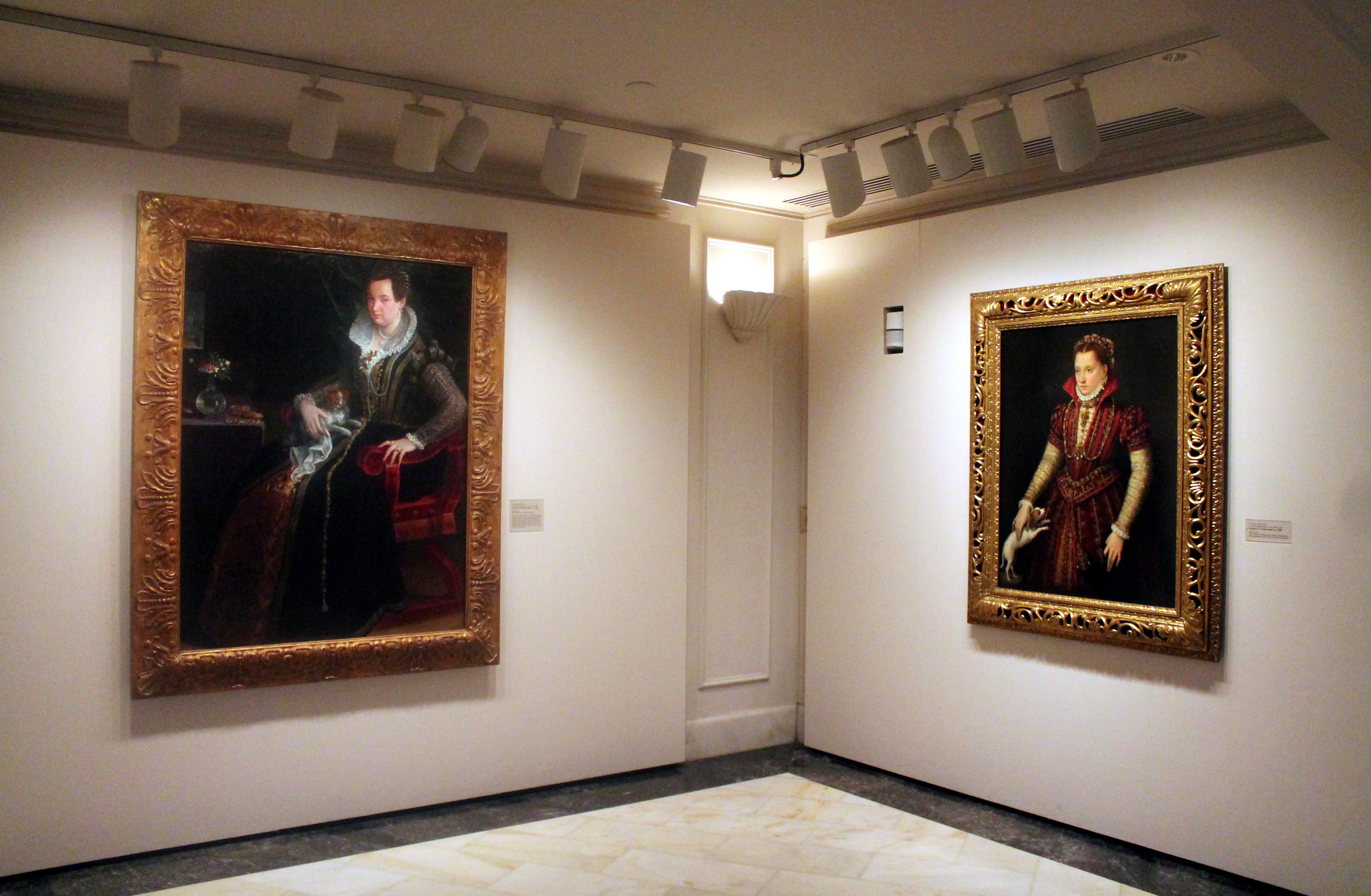
Deux tableaux de Lavinia Fontana exposés au NMWA
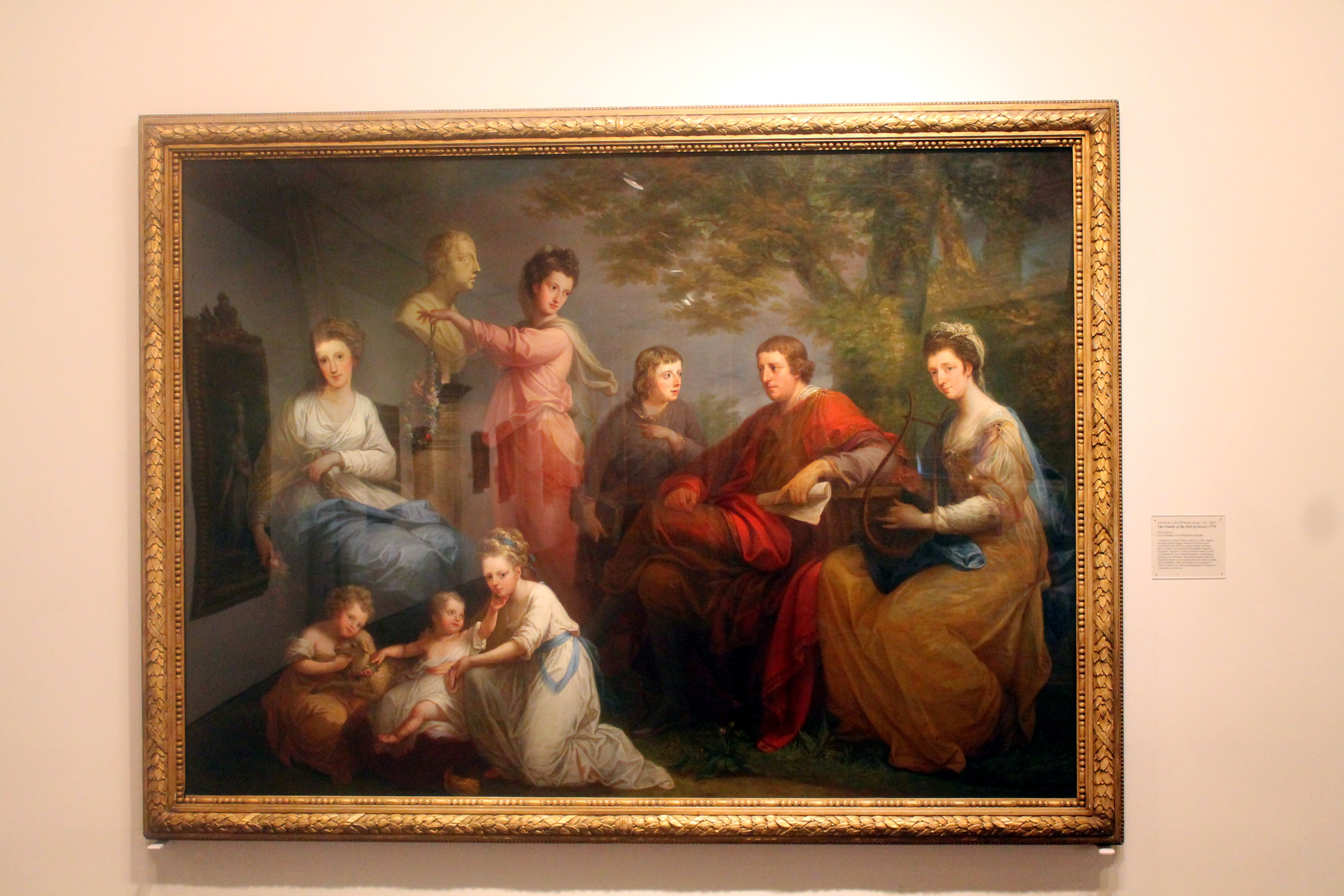
La famille du comte de Gower, d'Angelica Kauffman, 1772.
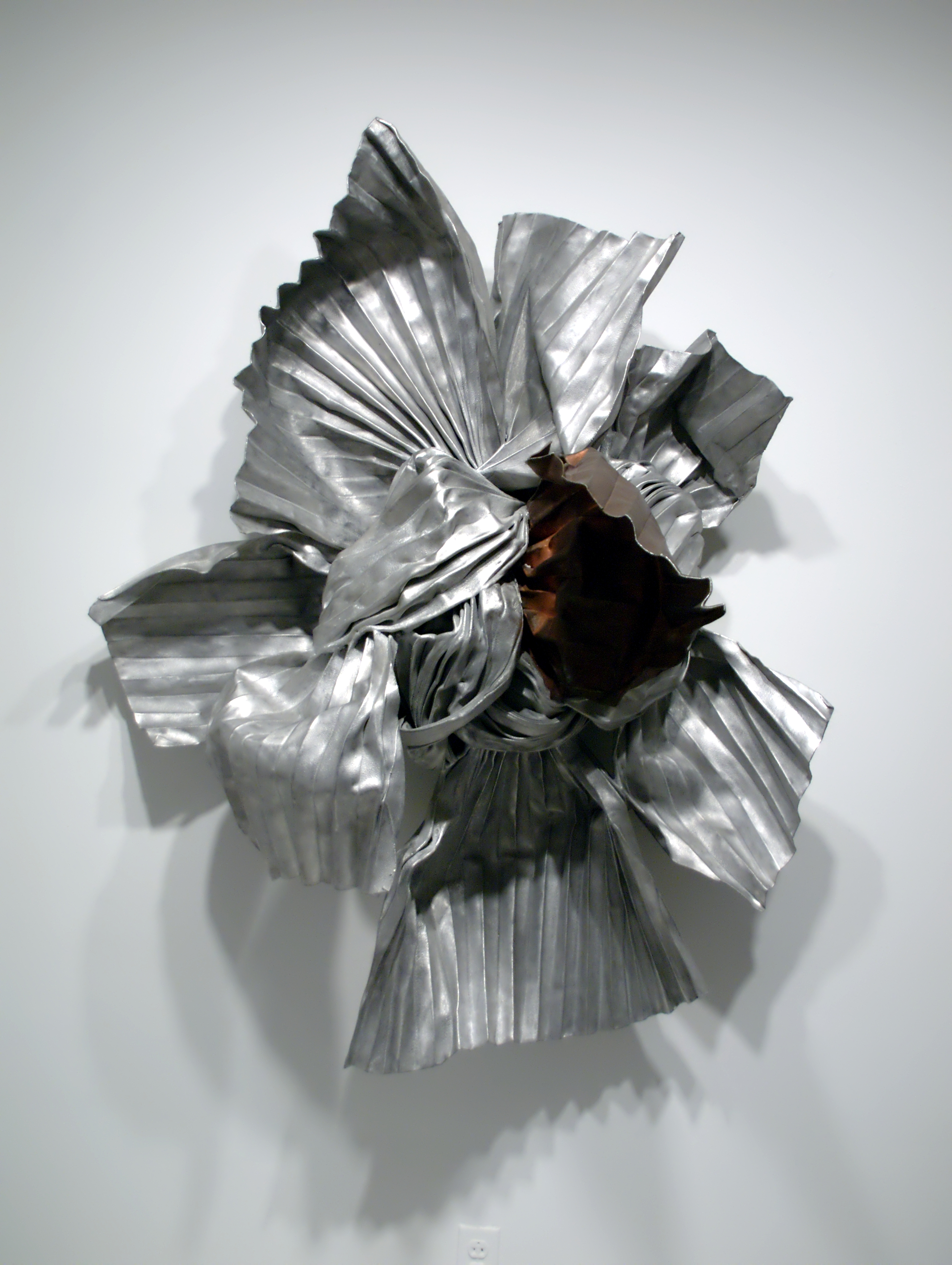
Eridanus de Lynda Benglis.

## Collections
Des artistes renommées comme Mary Cassatt, Frida Kahlo, et Georgia O'Keeffe et, pour la France, Élisabeth Vigée Le Brun, Rosa Bonheur, Camille Claudel, Sonia Delaunay ou Simona Ertan se trouvent parmi les artistes représentées dans les collections permanentes.

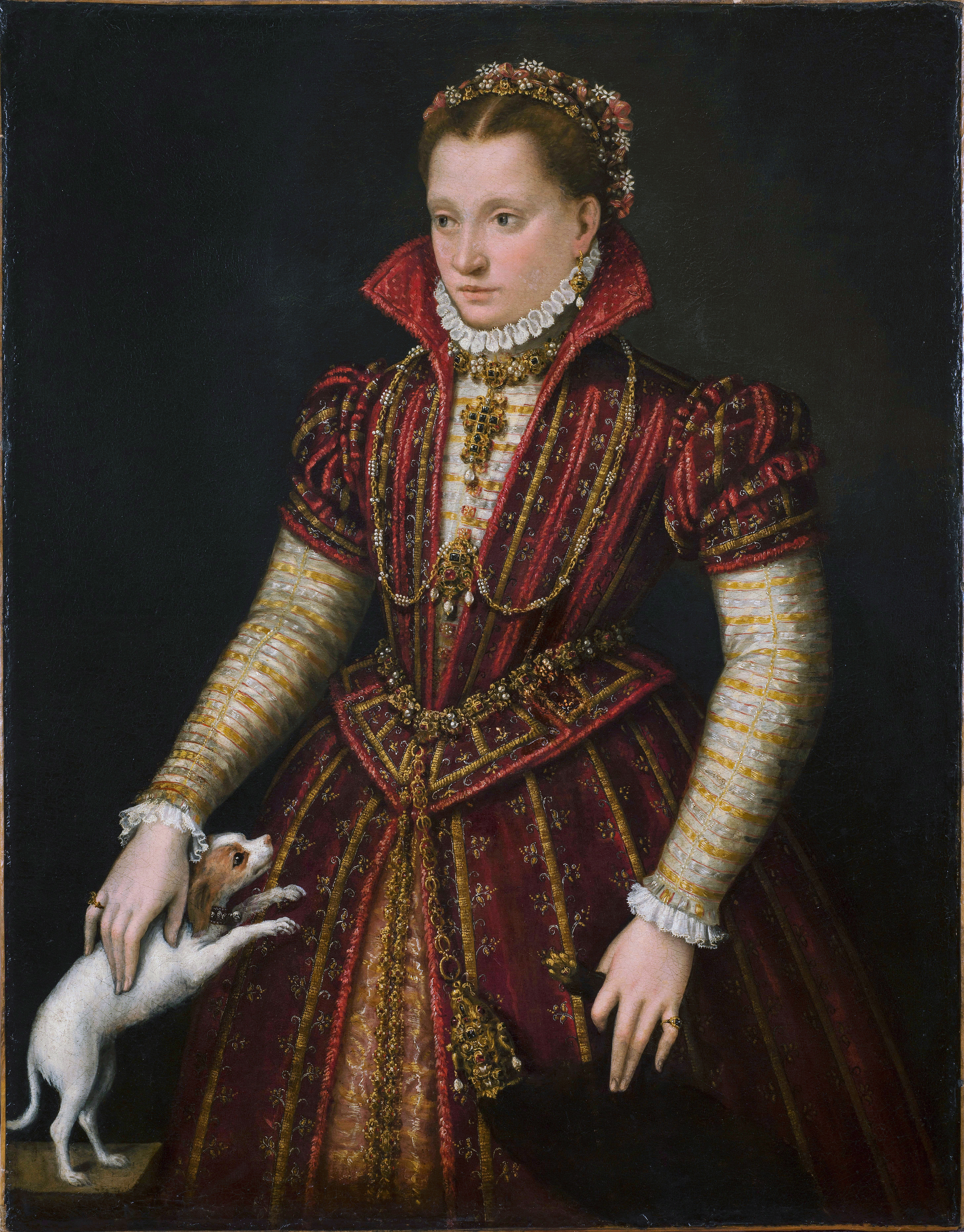
Portrait d'une noble dame, par Lavinia Fontana, vers 1589.
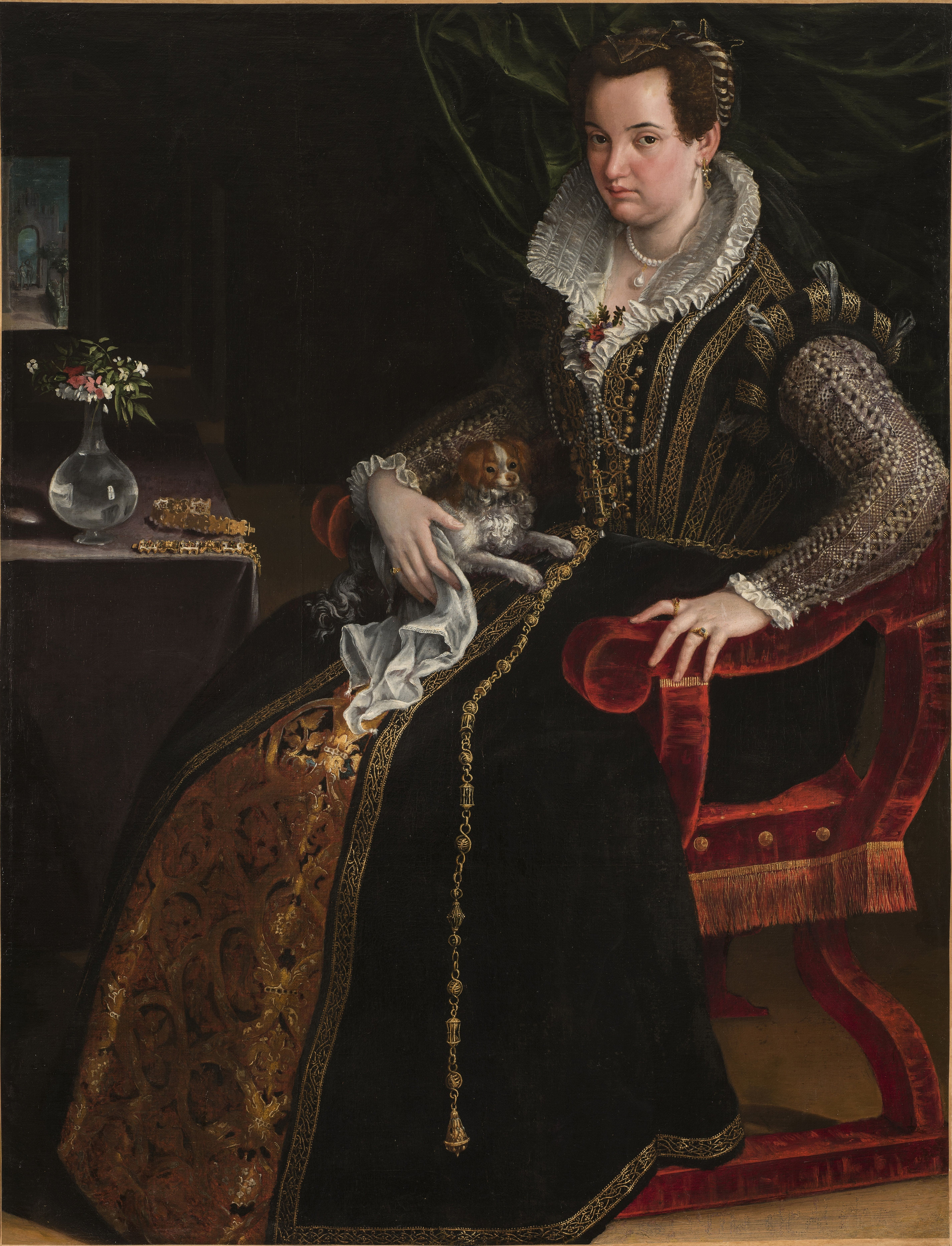
Portrait de Costanza Alidosi, par Lavinia Fontana, vers 1594.
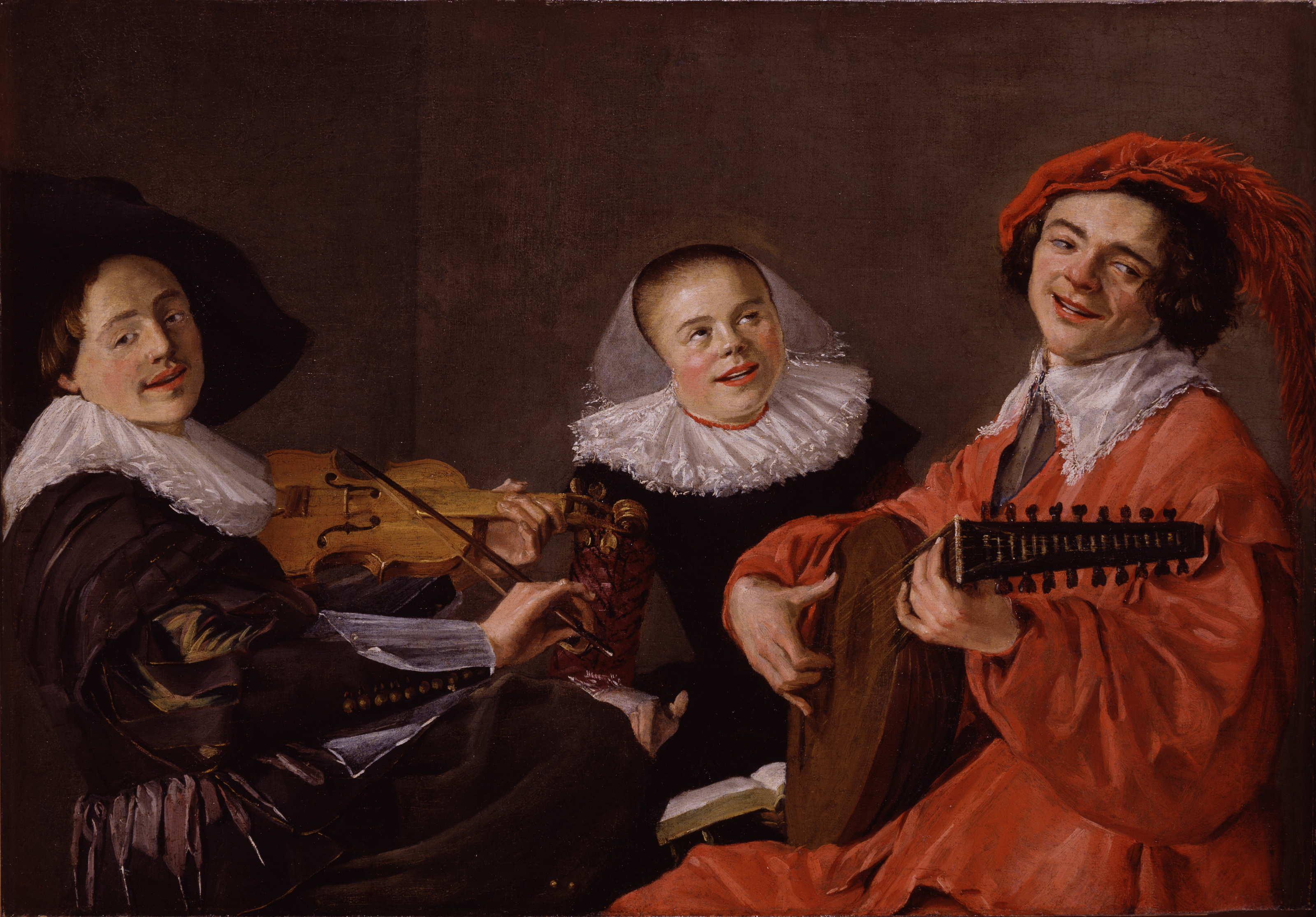
Le Concert, par Judith Leyster, vers 1633.
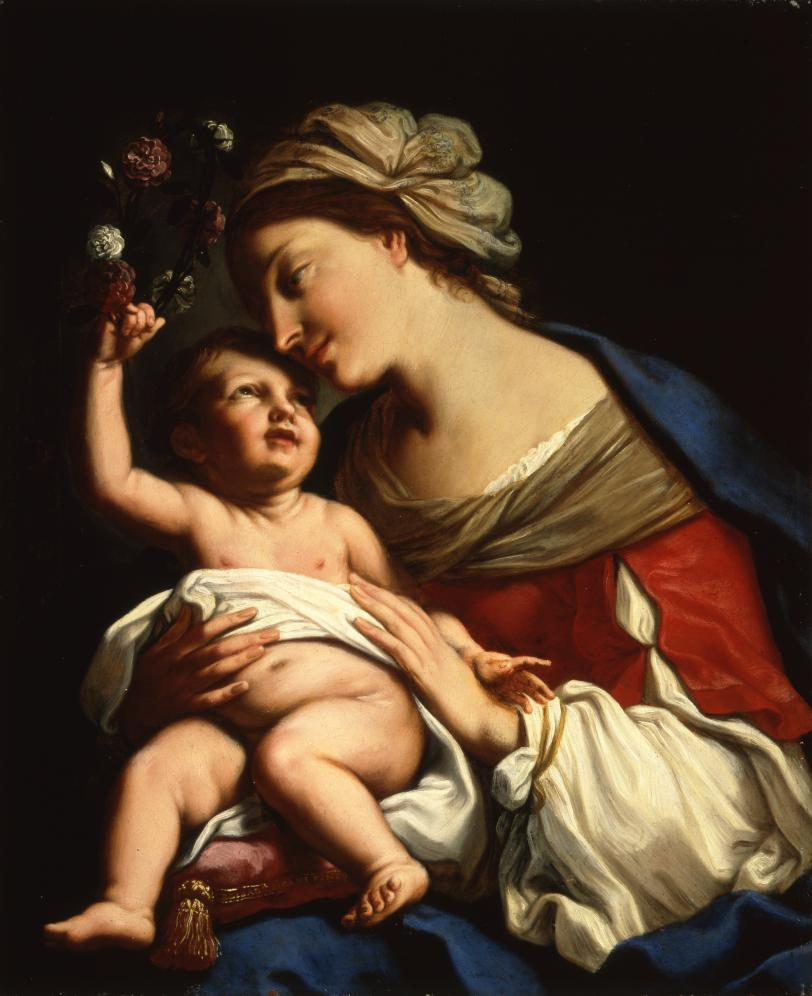
Vierge à l'Enfant, par Elisabetta Sirani, en 1663.
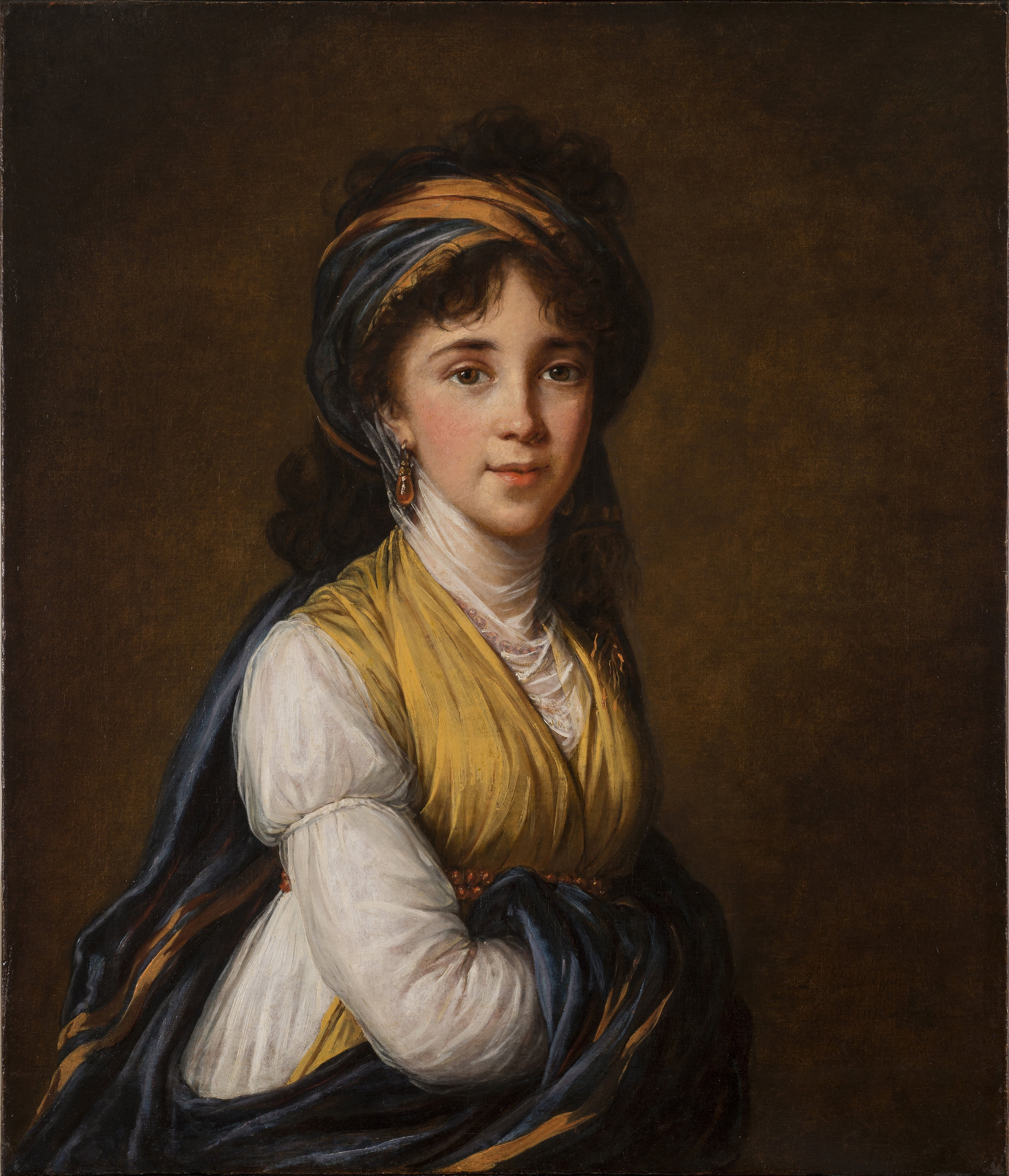
Portrait de la princesse Belozersky, par Élisabeth Vigée Le Brun, en 1798.
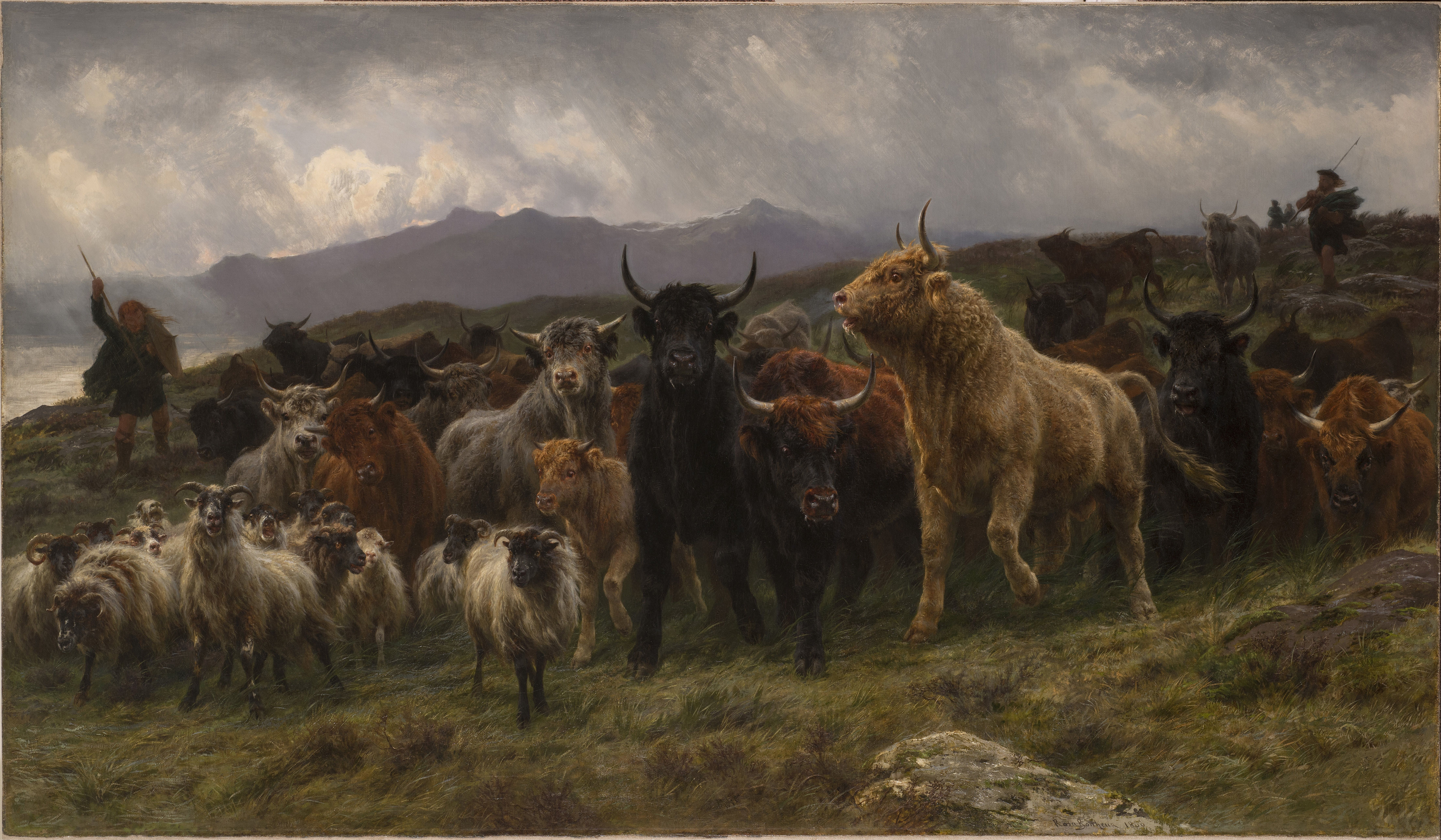
Razzia (Écosse), par Rosa Bonheur, en 1860.
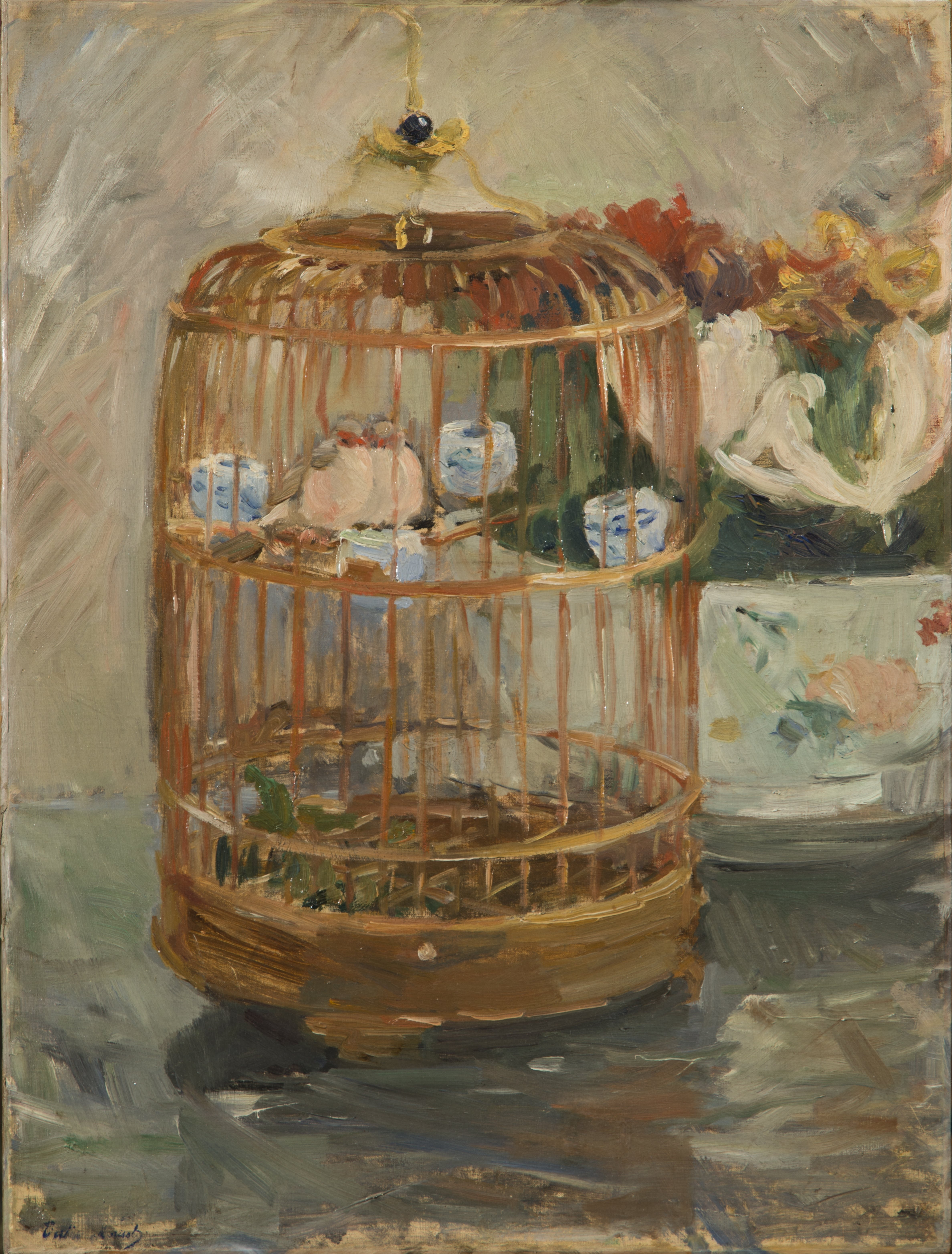
La Cage, par Berthe Morisot, en 1885.
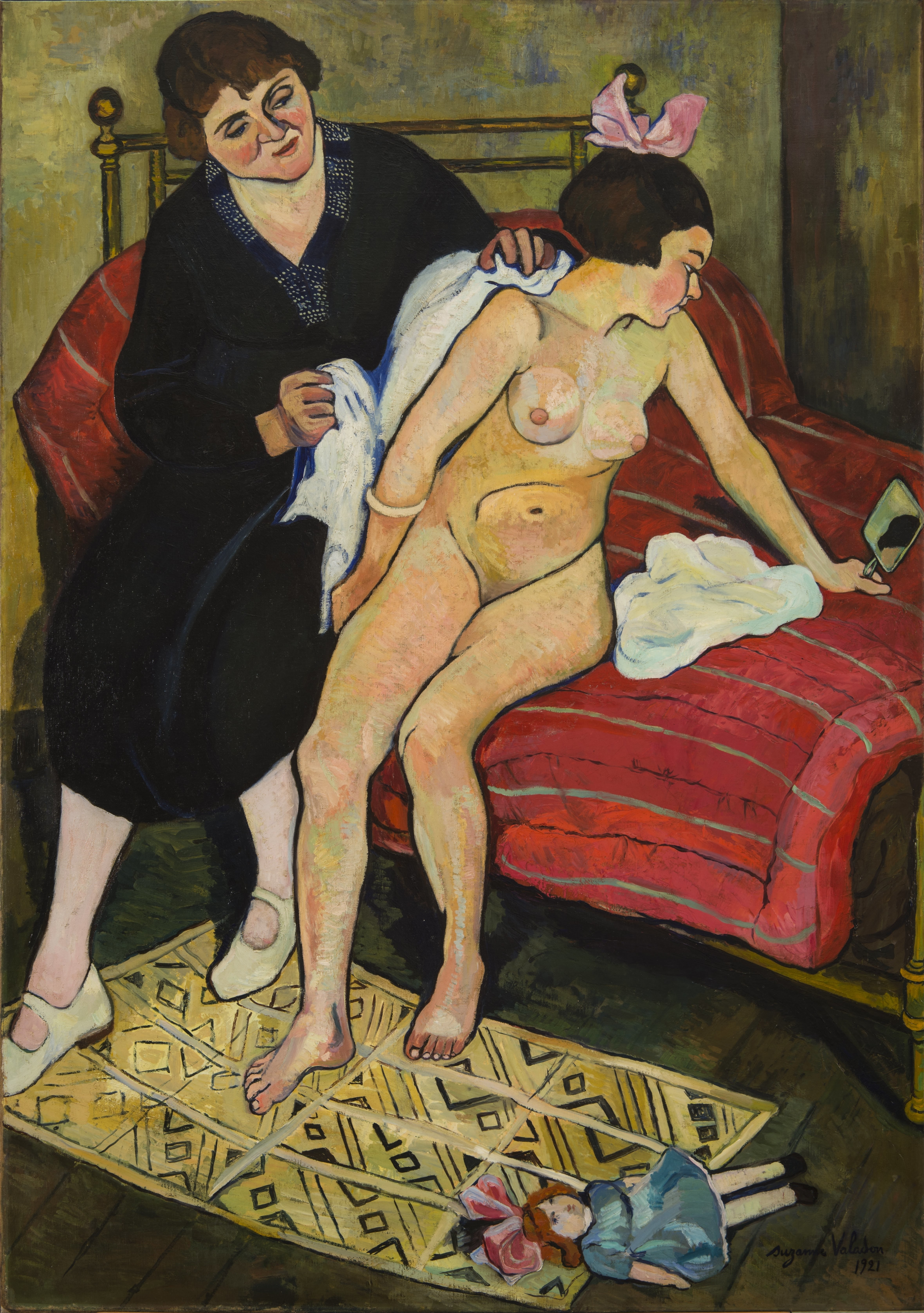
La Poupée abandonnée, par Suzanne Valadon, en 1921.